# Andrzej Fischer
Andrzej Lucjan Fischer (* 15. Januar 1952 in Swarzędz; † 22. November 2018) war ein polnischer Fußballspieler. Er spielte auf der Position des Torhüters.

## Karriere
Fischer begann seine Laufbahn in seiner Heimatstadt bei Unia Swarzędz. Von dort wechselte er zu Olimpia Posen. 1971 schloss er sich der Mannschaft von Lech Posen an, von wo er 1973 zu Górnik Zabrze wechselte. In dieser Zeit kam er 1974 zu zwei Einsätzen in der polnischen Nationalmannschaft.
1979 verließ er Gornik Zabrze und spielte bei unterklassigen Vereinen in Polen und Deutschland. 1985 beendete er seine Karriere beim VfR Aalen.
Bei der Weltmeisterschaft 1974 in Deutschland stand er im polnischen Kader, wurde im Verlauf des Turniers jedoch nicht eingesetzt.